# مارک کوپر (بازیکن فوتبال، زاده۱۹۶۸)
مارک کوپر (انگلیسی: Mark Cooper؛ زادهٔ ۱۸ دسامبر ۱۹۶۸) بازیکن فوتبال اهل بریتانیا است.
از باشگاه‌هایی که در آن بازی کرده‌است می‌توان به باشگاه فوتبال فولام، باشگاه فوتبال هارتل پول یونایتد، باشگاه فوتبال مکلسفیلد تاون، باشگاه فوتبال ساوتند یونایتد، باشگاه فوتبال اکستر سیتی، باشگاه فوتبال بیرمنگام سیتی، باشگاه فوتبال کترینگ تاون، باشگاه فوتبال هادرزفیلد تاون، باشگاه فوتبال بریستول سیتی، باشگاه فوتبال تاموورث، باشگاه فوتبال فارست گرین راورز، باشگاه فوتبال وایکام واندررز، و باشگاه فوتبال لیتون اورینت اشاره کرد.